# 192 Nausícaa
Nausícaa (asteroide 192) é um asteroide da cintura principal com um diâmetro de 103,26 quilómetros, a 1,81216753 UA. Possui uma excentricidade de 0,24621664 e um período orbital de 1 361,5 dias (3,73 anos).
Nausícaa tem uma velocidade orbital média de 19,20953472 km/s e uma inclinação de 6,81701448º.
Este asteroide foi descoberto em 17 de fevereiro de 1879 por Johann Palisa.
Este asteroide recebeu este nome em homenagem à personagem Nausícaa da mitologia grega.